# Trümmerfrau
Als Trümmerfrauen werden Frauen bezeichnet, die nach dem Zweiten Weltkrieg in vielen deutschen und österreichischen Städten mithalfen, die Trümmer der zerbombten Gebäude zu entfernen. Sie waren neben professionellen Trümmerbeseitigern und zwangsverpflichteten ehemaligen Nationalsozialisten eine Gruppe der Akteure in den Trümmerräumaktionen der Nachkriegszeit. Einige Historiker sprechen von einer gezielten Glorifizierung der Trümmerfrauen, die mit der Realität nichts zu tun habe. So seien viele Fotos (zum Teil professionell) inszeniert worden. Der Begriff wurde spätestens seit Ende der 1940er Jahre verwendet.

## In Deutschland

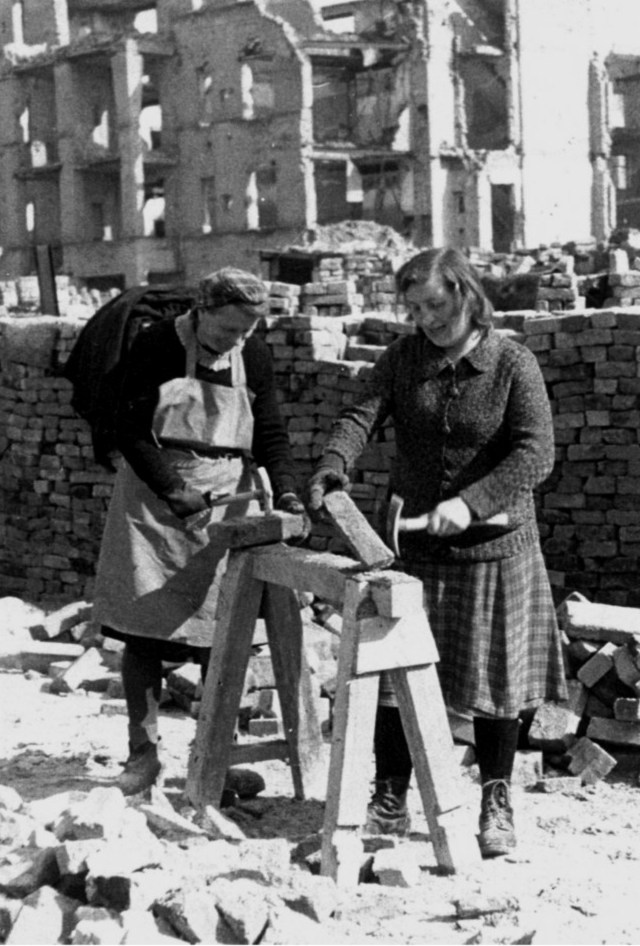
Berliner Trümmerfrauen (ca. 1947)

Im Gegensatz zu dem, was mit dem Begriff Trümmerfrau meist verbreitet wird, waren es sowohl Frauen als auch Männer, die die Trümmerarbeit verrichteten. Anfangs taten sie es meist nicht freiwillig. Die Hervorhebung der Frauenarbeit ist dennoch berechtigt, weil viele Männer im Krieg gefallen oder in Gefangenschaft geraten waren und daher dem Arbeitsmarkt nicht zur Verfügung standen. Laut Bevölkerungsstatistik von 1945 gab es rund 7 Millionen mehr Frauen als Männer in Deutschland.

### 1945 und 1946
Meist waren Trümmerfrauen zwischen 15 und 50 Jahre alt, weil die alliierten Besatzungsmächte Befehle herausgegeben hatten, wonach alle Frauen dieser Altersgruppe sich zu dieser Arbeit zu melden hatten. Das Kontrollratsgesetz Nr. 32 vom 10. Juli 1946 hob frühere Arbeitsschutzbestimmungen der Frauen dafür teilweise auf.
Im Krieg waren etwa vier Millionen Wohnungen in Deutschland durch alliierte Luftangriffe zerstört worden und zahlreiche Fabriken lagen in Trümmern. Schätzungen zufolge gab es in Deutschland nach Kriegsende mehr als 400 Millionen Kubikmeter Schutt.
Unternehmen, die die Aufträge zur Trümmerbeseitigung in den deutschen Städten erhielten, führten die Trümmerfrauen im Arbeitsbuch als Bauhilfsarbeiterin, Trümmerarbeiterin oder Arbeiterin für Enträumungsarbeiten. Die hauptsächliche Arbeit bestand im Abriss stehen gebliebener Gebäudeteile mit Handwinden oder Spitzhacken, selten kam schwerere Technik zum Einsatz. Nach dem Abriss mussten Wandteile so weit zerkleinert werden, dass die Ziegelsteine ohne Beschädigung abgetrennt werden konnten, um für Reparaturen oder Neubauten wiederverwendet werden zu können. Die Ziegelsteine wurden in einer Personenkette von Hand zu Hand aus den Ruinen an den Straßenrand weitergereicht. Dort wurden sie auf Holzböcken oder anderen festen Unterlagen abgelegt und mit einem Maurer- oder Putzhammer von den Mörtelresten befreit. Danach wurden die gesäuberten Steine aufgeschichtet. Die Vorgaben waren: 16 Stück in einer Fläche (4 × 4), jeweils 12 Schichten übereinander und abschließend ein Mittelhäufchen von 8 Stück, sodass Stapel von 200 Steinen entstanden, deren Standsicherheit gewährleistet war, und die Abrechnung der Leistung sich übersichtlich gestaltete. Zum Wiedereinsatz kamen zusätzlich halbe Ziegel, Balken, Stahlträger, Herde, Waschbecken, Toilettenbecken, Rohre und anderes. Schutt wurde zum Abtransport auf Schubkarren, Pferdewagen, Feldeisenbahnen (die Trümmerbahnen), Lastwagen oder Arbeitsstraßenbahnen geladen. Die nicht mehr verwendbaren Ziegelsteinbruchstücke wurden auf großen Trümmerbergen gelagert oder in Ziegelmühlen (die auch Trümmeraufbereitungsanlagen, Brecheranlagen, Trümmerverwertungsanlagen genannt wurden) zerkleinert, häufig in der Nähe der Ruinengrundstücke. Das entstandene Mehl oder Granulat kam beim Zuschütten von Bombenkratern, im Straßenbau, beim Ausbau von Wasserstraßen oder bei der Herstellung neuer Mauersteine zum Einsatz.
Neben der beruflich tätigen Trümmerfrau gab es auch Freiwillige, die die Trümmerfrauen bei ihrer Arbeit unterstützten. Sie arbeiteten bei jedem Wetter in Arbeitsgruppen von 10 bis 20 Personen, die Kolonnen genannt wurden.

### Trümmerbeseitigung

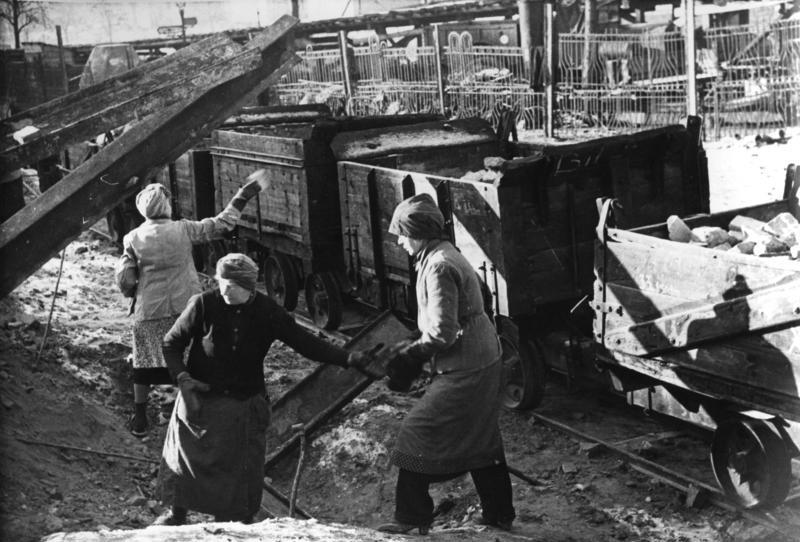
Trümmerfrauen 1946 in Berlin

Ein Viertel der 16 Millionen Wohnungen in Deutschland war total zerstört, ein weiteres Viertel stark beschädigt. Nicht nutzbar waren 40 Prozent der Verkehrsanlagen sowie die Hälfte aller Schulgebäude.
Die Größe der Aufgabe veranschaulichen folgende zeitgenössische Einschätzungen: Für Berlin veranschlagte man 1946 eine Dauer von sechs bis acht Jahren für die Trümmerbeseitigung. 1947 gab es sogar eine Schätzung von 20–25 Jahren „[s]elbst bei Einführung modernster mechanisierter“ Verfahren. Bis Ende 1947 waren in Nordrhein-Westfalen erst 10 % des bei Kriegsende vorhandenen Schutts von 90 Millionen m³ beseitigt. Hingegen war in München bereits 43 % geräumt.
In der DDR wurde 1951 das Nationale Aufbauwerk gegründet, das die Arbeit der Trümmerfrauen koordinierte.
In der Bundesrepublik wurden die Enttrümmerungsarbeiten als Notstandsarbeiten weitergeführt.
In mehreren deutschen Städten wie Berlin, Dresden, Hamburg, Leipzig, Magdeburg oder Nürnberg entstanden für die Trümmerbeseitigung eigene Eisenbahnlinien. Diese „Trümmerbahnen“ transportierten Hunderte Millionen Kubikmeter Kriegsschutt aus den Zentren an die Stadtränder, damit sie dort vergraben oder aufgeschüttet werden konnten. Trümmerfrauen hatten häufig die Aufgabe, diese Bahnen zu beladen.

### Trümmerfrauen-Thematik ab 1945

#### Glorifizierung
Der Tenor in neueren Analysen ist, die Trümmerfrauen seien im Diskurs der zweiten Hälfte des 20. Jahrhunderts insbesondere in der alten Bundesrepublik (Westdeutschland) hervorgehoben worden, um von der negativ konnotierten nationalsozialistischen Vergangenheit abzulenken. Die wissenschaftliche Mitarbeiterin des Osteuropa-Instituts der Freien Universität Berlin, Anna-Sophia Pappai, schreibt hierzu: „Die Vergangenheitsbewältigung der frühen BRD zielte auf eine Schuldabwehr bzw. die Projizierung der Schuld auf wenige Hauptverantwortliche. Die Verdrängung der eigenen Schuld wurde hier durch die Konzentration auf die ‚heldenhafte‘ Leistung der (‚schuldlosen‘) ‚Trümmerfrauen‘ erleichtert.“
Andere Forschungsarbeiten des 21. Jahrhunderts sehen die Hervorhebung der Arbeitsleistungen der Trümmerfrauen in Propaganda, die von der DDR ausging.
Daneben ergaben Untersuchungen, dass der mengenmäßige Anteil der Trümmerfrauen an der Beseitigung der Kriegstrümmer geringer war als ihn die spätere Glorifizierung darstellen wollte, auch seien viele der bekannten und bis heute immer wieder in den Medien gezeigten Filmaufnahmen und Fotografien bereits in der damaligen Zeit bewusst gestellt worden. Zwar dürfe man den Anteil der Trümmerfrauen an der geleisteten Arbeit nicht unterschätzen, er werde aber bis heute häufig übertrieben dargestellt.

#### Anerkennung der Leistungen oder Probleme

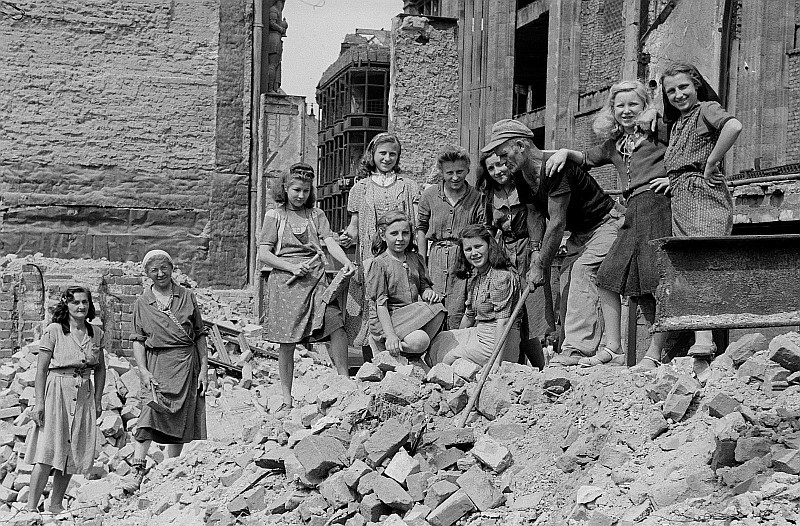
Trümmerfrauen in Leipzig, 1949

Die Leistungen der Trümmerfrauen insbesondere im Osten Deutschlands wurden in Feierstunden, mit der Errichtung von Denkmälern, der Organisation von Ausstellungen und der Überreichung von Auszeichnungen gewürdigt.
In der DDR wurden Trümmerfrauen, die ehrenamtlich gearbeitet hatten und mehrere hundert „Aufbauschichten“ nachweisen konnten, mit dem Titel Aktivist der ersten Stunde ausgezeichnet.

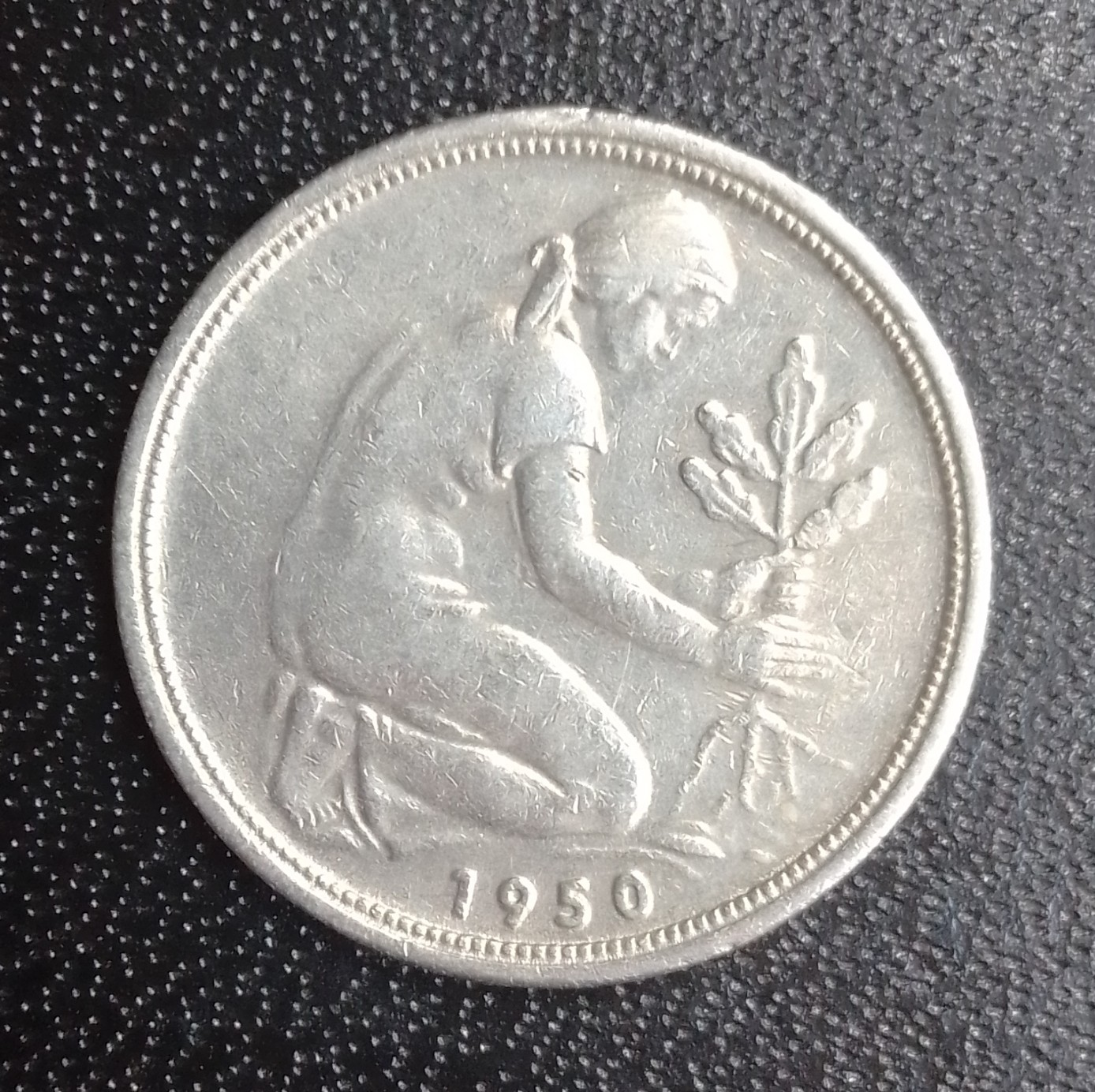
50-Pf.-Stück, Rückseite

Eine der ersten Würdigungen war die Gestaltung des Bildes der neuen 50-Pfennig-Stücke in der Bundesrepublik, als die Deutsche Mark 1949 eingeführt wurde. Es zeigte eine Kulturfrau, mit der sowohl an die in der Wiederaufforstung tätigen Waldarbeiterinnen als auch an die Trümmerfrauen erinnert werden sollte.
In einer Rede forderte Louise Schroeder vor dem Bundestag am 30. September 1949, in der sie massive Hilfe für Berlin anmahnte, eine „umfassende Anerkennung dieser Leistungen“:

„Unsere Frauen sind es gewesen, die mit ihren bloßen Händen die Straßen von der Lebensgefahr befreit und die Trümmer aufgeräumt haben. […] Und als Frau muß ich sagen, hier haben wir geradezu eine Ehrenpflicht, eine Ehrenpflicht gegenüber den Frauen, die noch im weißen Haar zum Zwecke der Enttrümmerung auf der Straße gestanden haben, und die nun plötzlich arbeitslos werden, weil wir sie nicht mehr bezahlen können.“

Am 2. Mai 1952 verlieh Theodor Heuss, Bundespräsident der Bundesrepublik, 32 Trümmerfrauen und 17 Enttrümmerungsarbeitern das Bundesverdienstkreuz am Bande.
Im Jahr 1965 veröffentlichten Ost-Berliner Organisationen und Zeitungsredaktionen wie die Nationale Front, der DFD, die FDJ einen Aufruf, dass sich Trümmerfrauen melden mögen. Rund 1000 Personen folgten diesem Ansinnen und konnten ihre Fotos, Erlebnisse und Gegenstände der Öffentlichkeit präsentieren. Die Projektmacher organisierten schließlich für diese Aktivistinnen in der Kongresshalle am Alexanderplatz eine staatliche Feier, auf der der Oberbürgermeister Friedrich Ebert die Festrede hielt. Die Feier stand unter dem Motto Ein Ehrenplatz im Herzen Berlins. Rund 100 Betriebe hatten Sach- und Geldspenden bereitgestellt, die während der Veranstaltung in einer Tombola den Ehrengästen zugelost wurden.

1986 beging die ehemalige Trümmerfrau Ruth-Silvia Niendorf in Berlin (West) Suizid, weil sie mit ihrer niedrigen Rente von 700 Mark eine Mieterhöhung um 76 Mark nicht mehr zahlen konnte. Der von 1989 bis 2008 bestehende Seniorenschutzbund Graue Panther rief daraufhin den 9. Juli als Gedenktag für die Trümmerfrauen ins Leben. Seit  1987 treffen sich noch lebende Trümmerarbeiter mit ihren Angehörigen am Hermannplatz in Berlin und ziehen von dort zum Trümmerfrauendenkmal in der Hasenheide, wo ein Blumengesteck abgelegt wird.

### Trümmerfrauen in den deutschen Städten

#### Aachen

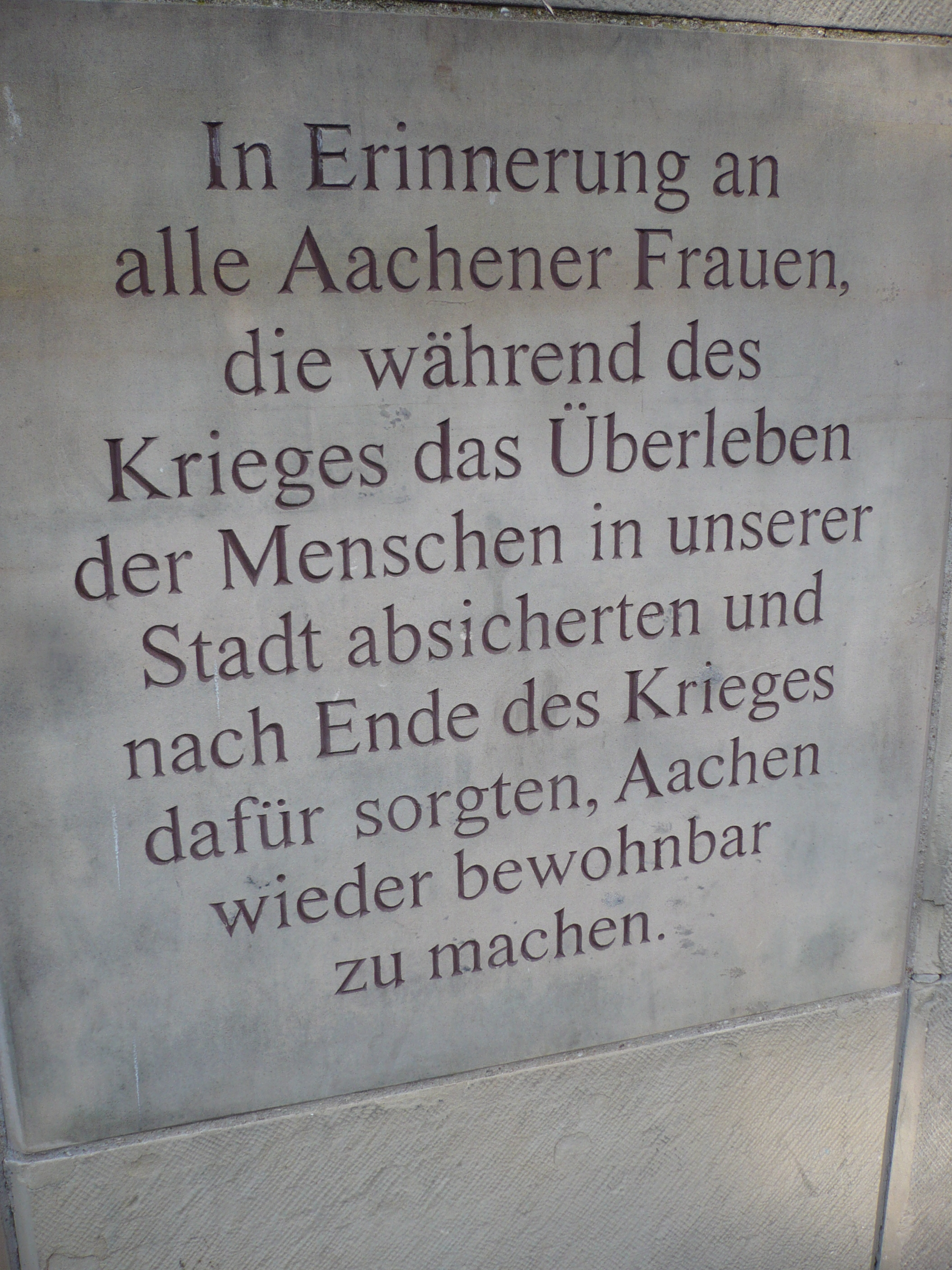
Gedenkstein am Katschhof auf der Rückseite des Aachener Rathauses

Nach dem Zweiten Weltkrieg waren rund 65 Prozent des Aachener Wohnraums zerstört.
In einer Wochenzeitung wurden am 4. Oktober 2006 Erinnerungen der Trümmerfrau Elisabeth Stock (83) veröffentlicht, von denen hier die folgenden Auszüge wiedergegeben werden:

„[…] schaufelten sich überwiegend die Frauen durch die Trümmerberge von Aachens völlig zerstörtem Zentrum; für eine Suppe von den Amerikanern wurde den ganzen Tag Steine geklopft und geschleppt, selbst die Spitzhacke gehörte zu unserem Rüstzeug, […] wohl auch deshalb hat man den Aachener Trümmerfrauen an der Rückseite des Rathauses eine Gedenktafel gesetzt […].“

#### Berlin

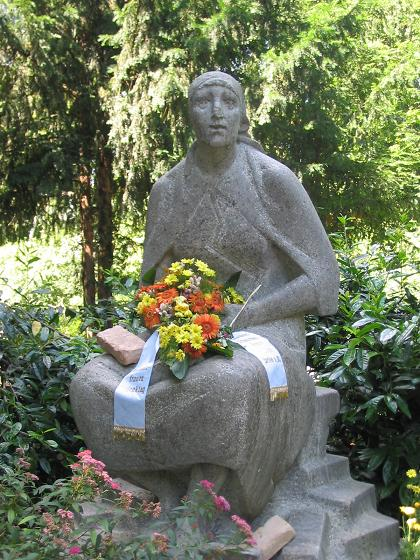
Denkmal Trümmerfrau im Volkspark Hasenheide, Berlin; von Katharina Szelinski-Singer

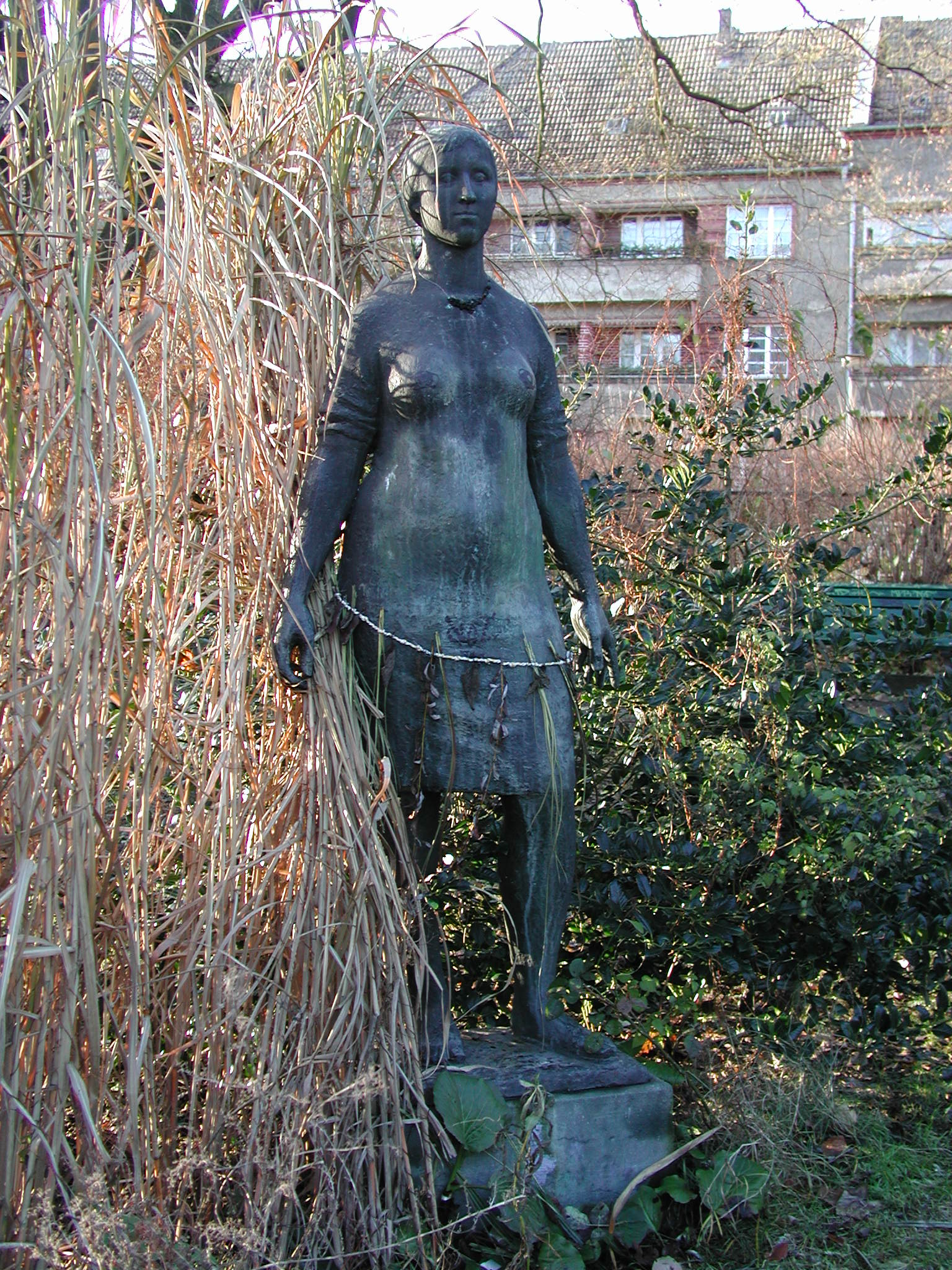
Trümmerfrauen-Denkmal im Ortsteil Berlin-Weißensee

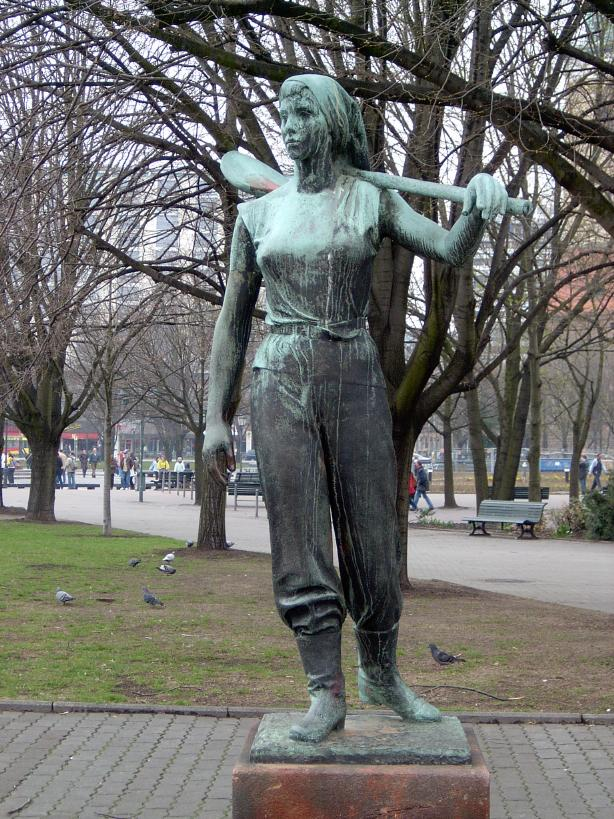
Denkmal von Fritz Cremer in Berlin-Mitte

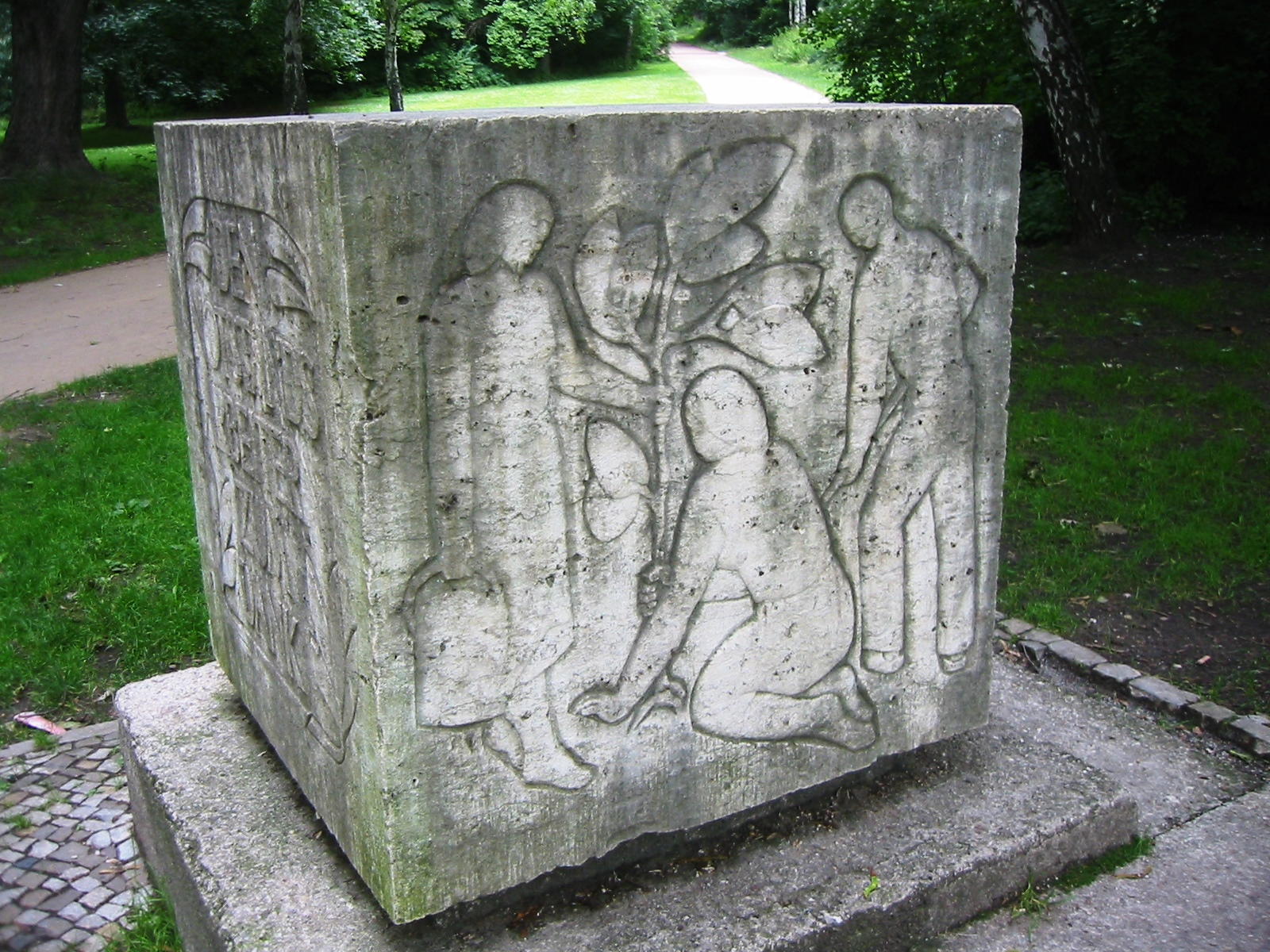
Denkmal für die Notstandsarbeiter

In den vier Sektoren Berlins waren etwa zehn Prozent des gesamten Gebäudebestandes irreparabel zerstört. In den Innenstadtbezirken Mitte, Kreuzberg, Friedrichshain, Prenzlauer Berg, Tiergarten und Wedding waren es bis zu 30 Prozent. Insgesamt war nur ein Viertel aller Wohnungen unbeschädigt geblieben. Mit folgenden Maßnahmen, vor allem der schrittweisen Errichtung von Denkmalen, wurde der Einsatz von Trümmerfrauen anerkannt:
- 1946 gab die Alliierte Kommandantur für ganz Berlin eine neue Briefmarkenserie, die Bärenmarken, heraus. Hier gestalteten die Grafiker Alfred Goldhammer und Heinz Schwalbe vier Motive mit Symbolen des Wiederaufbaus wie Bär mit Ziegelstein, Bär mit Schippe, Bär mit Balken und eine junge Eiche vor der Ruinenkulisse des Belle-Alliance-Platzes. Damit sollten ausdrücklich die vielen namenlosen Arbeiter geehrt werden, die beim Räumen der Trümmer tätig waren.
- Am 13. Oktober 1950 übergab Friedrich Ebert, Oberbürgermeister von Berlin (Ost), einer Trümmerfrau für ihren unermüdlichen Einsatz die erste neu erbaute Wohnung an der damaligen Stalinallee in einem der Zeilbauten („Wohnzelle Friedrichshain“), die von Hans Scharoun geplant worden waren.[22]
- Die Bezirksbürgermeisterin von Wedding, Erika Heß, regte die Gründung eines Clubs der Trümmerfrauen an, der einmal jährlich in das Rathaus zu Kaffee und Kuchen eingeladen wurde, deren Mitglieder kleine Unterstützungen bei amtlichen Angelegenheiten erhielten, auch gemeinsame Fahrten wurden organisiert.
- 1952 wurde im Volkspark Humboldthain, Bezirk Wedding, ein Dank für die Notstandsarbeiter auf der Rückseite des Gedenksteins für Alexander von Humboldt eingraviert.
- Auf Hinweis Bertolt Brechts und des Architekten Hermann Henselmann fertigte der Bildhauer Gottfried Kohl 1952 einige Sandsteinfiguren an, die beim Neubau in der Stalinallee, seit 1960 Karl-Marx-Allee, an den Häusern Nummer 24 und 131 angebracht wurden. Eine Figur stellt ein Trümmerweib (Zitat Brecht) dar.
- Um 1952 wurde im Bezirk Pankow in der Ossietzkystraße ein kleines, von der Bildhauerin Gertrud Claas geschaffenes, Trümmerfrauendenkmal errichtet. Das Denkmal kam 1990, nachdem es in den 1970er Jahren abgebaut wurde, wieder auf den noch vorhandenen aus Ziegelsteinen gemauerten Sockel.
- 1952 erhielt die Bildhauerin Katharina Szelinski-Singer vom Berliner Senat den Auftrag zur Gestaltung eines Trümmerfrauen-Denkmals, das am 30. April 1955 im Volkspark Hasenheide enthüllt wurde.
- Für den Bezirk Wedding führte der Bildhauer Gerhard Schultze-Seehof aus alten Ziegelsteinen eine mehrfarbige, 12 Meter hohe Trümmerstele aus, die am 20. Juni 1954 zur Erinnerung an die Aufbauleistungen der Trümmerfrauen eingeweiht wurde.
- Als 1955 die Trümmerbeseitigung vom ehemaligen Kasernengeländes im Bezirk Tiergarten beendet und ein neuer Park (der heutige Fritz-Schloß-Park) entstanden war, wurde ein großer Kalkstein, der bei den Räumungsarbeiten gefunden worden war und auf dem der Bildhauer Alfred Trenkel[23] ein Relief gestaltet hatte, mit dem Titel Denkmal für die Notstandsarbeiter am Parkeingang enthüllt.
- 1958 wurden vor dem Berliner Roten Rathaus zwei Bronzestatuen des Bildhauers Fritz Cremer aufgestellt: die Aufbauhelferin und der Aufbauhelfer. Diese Statuen stehen für die vielen namenlosen Räumungs- und Aufbauhelfer in Ost-Berlin.
- Seit 1968 steht im Park am Weißen See im Bezirk Pankow, Ortsteil Weißensee (Albertinen-/Ecke Amalienstraße), eine bronzene Plastik, die eine junge Frau als Symbol der Trümmerfrauen darstellt; der Bildhauer war Eberhard Bachmann.
- 1969 wurde im Bezirk Treptow (Ortsteil Johannisthal) am Sterndamm eine Bronzeplastik zur Ehrung der Trümmerfrauen aufgestellt. Die Plastik stammt von dem Bildhauer Gerhard Thieme.
- Nachdem durch Schutt- und Trümmerablagerungen im Volkspark Prenzlauer Berg ein dreikuppiger Berg entstanden war, wurde 1975 ein von der Bildhauerin Birgit Horota geschaffener Bronzefries am Eingang zum Park in der Oderbruchstraße angebracht. Darin würdigt ein Abschnitt auch die Arbeit der Trümmerfrauen mit den Motiven Schippen, Steine klopfen, Steine stapeln.
- Der DEFA-Dokumentarfilm Martha widmete sich 1978 dem Schicksal einer Trümmerfrau.

Nach der Wende finanzierte das Berliner Arbeitsamt über zwei Jahre ein ABM-Projekt, das sich mit der Zusammenstellung der Aktivitäten der Trümmerfrauen und mit der Trümmerbahn befasste.

#### Bremen
Durch den Krieg waren rund 65.000 Wohnungen in Bremen zerstört, was etwa 62 Prozent des Bestandes entsprach.
Unter dem Motto Muttertag – einmal anders organisierte das Bremer Friedensforum im Mai 2005 ein zweistündiges Meeting, bei dem es neben abwechslungsreichen Veranstaltungen mit Musik, Diskussionsrunden usw. auch ein öffentliches Treffen zwischen einer Trümmerfrau und einer Schülerin gab. Ein 2002 erschienenes Buch informiert umfassend über die Situation in dieser Stadt nach 1945 (Neuanfang auf Trümmern).

#### Chemnitz

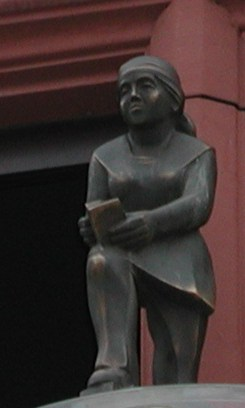
Trümmerfrau am Glockenspiel in Chemnitz

Nach dem alliierten Luftangriff am 5. März 1945 war die Innenstadt von Chemnitz zu 95 Prozent zerstört, das Stadtgebiet insgesamt zu zwei Dritteln.
2001 wurde auf Initiative des 1998 gegründeten Vereins figürliches Glockenspiel im Alten Rathaus-Turm zu Chemnitz e. V. mit Unterstützung zahlreicher Spender ein Glockenspiel mit insgesamt 25 Glocken in Betrieb genommen. Von den sechs jeweils etwa einen Meter großen Figuren, die dreimal täglich herausgeführt werden, ist eine als Trümmerfrau ausgebildet. Sie hält einen Ziegelstein in der linken Hand, in der rechten Hand den Putzhammer und stützt den Stein auf ihrem Knie. Die Figuren wurden von dem Bildhauer Johannes Schulze geschaffen. Der Guss der Figuren erfolgte durch die Glockengießerei Rudolf Perner Karlsruhe und Passau.

#### Dresden

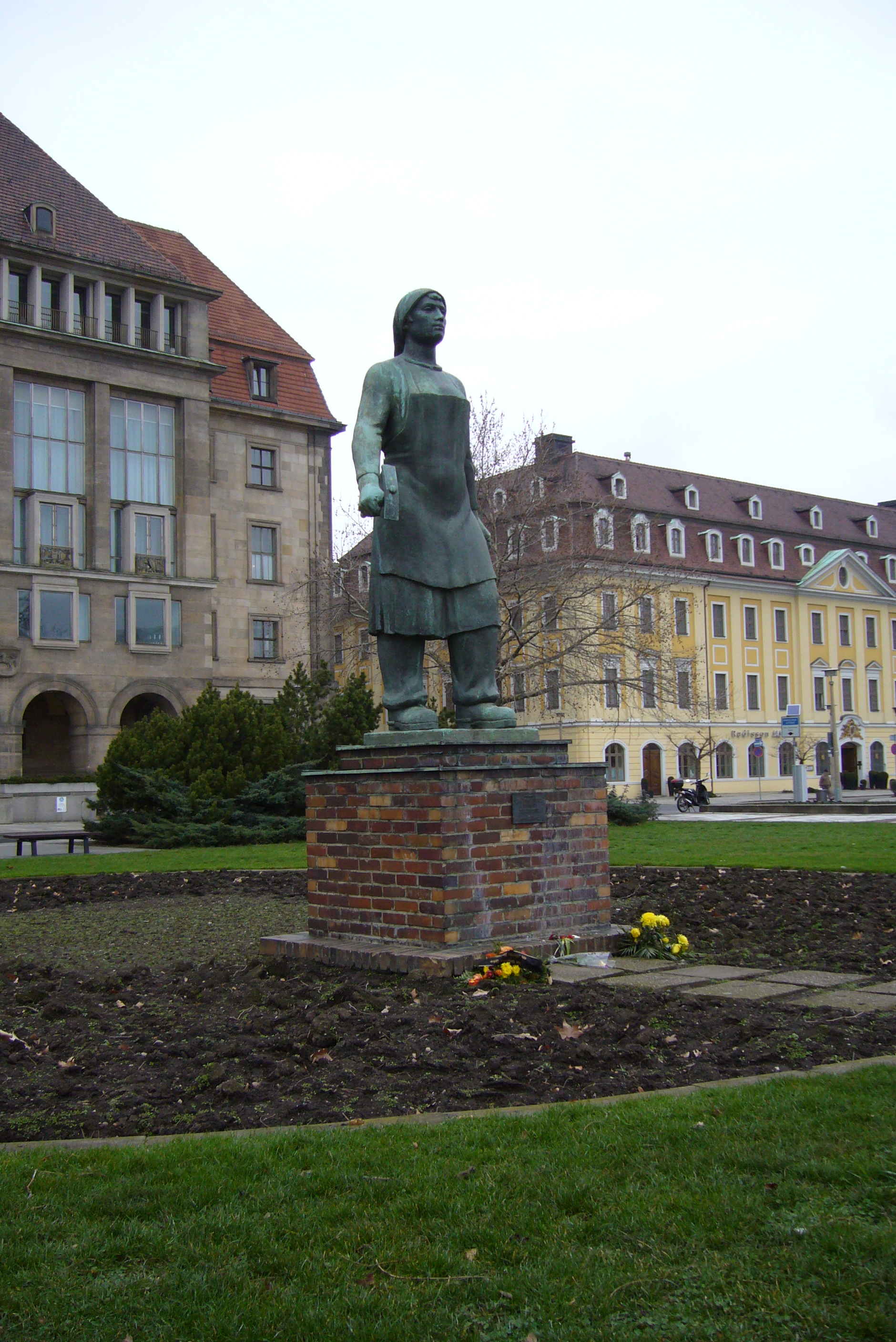
Trümmerfrauen-Denkmal in Dresden

Die Dresdner Innenstadt war durch die Luftangriffe auf Dresden bis April 1945 auf einer Fläche von 15 km² fast vollständig zerstört. Von den 222.000 Wohnungen Dresdens waren am Ende des Zweiten Weltkrieges 90.000 völlig zerstört, nur 21 % blieben unbeschädigt. In dem gesamten späteren Stadtbezirk Mitte gab es nur noch 800 unzerstörte Wohnungen. Erste Schätzungen gingen von rund 25 Mio. m³ Trümmermassen aus, nach der planmäßigen Enttrümmerung erster Wohngebiete wurde die Gesamttrümmermenge 1949 mit 12 Millionen m³ angenommen. Davon waren rund 5 Millionen m³ Schutt, der mit Trümmerbahnen abgefahren wurde.
Während der zweiten Jahreshälfte 1945 ging es zunächst darum, leichtbeschädigte Wohnungen wieder winterfest zu machen und vor allem die Hauptstraßen wieder befahrbar zu machen. Eine planmäßige Enttrümmerung begann erst 1946. Ab diesem Zeitpunkt wurden monatliche Berichte zum Stand der Enttrümmerung verfasst, die noch bis Mitte der fünfziger Jahre beibehalten wurden. Aus diesen ergibt sich z. B. für den Mai 1946, dass auf drei „Baustellen“ 492 Männer (Facharbeiter, Arbeiter, Hilfsarbeiter) und 512 Frauen (sogenannte „Bauhilfsarbeiterinnen“) eingesetzt waren. Für Ende 1946 wird die Zahl mit 690 Männern und 580 Frauen angegeben. Unter Beachtung, dass ab 1946 die Demontage eines Großteils der noch vorhandenen Fabriken und weiter Teile der Infrastruktur und deren Abtransport als Reparationsleistungen in die Sowjetunion erfolgten, war die Enttrümmerungsleistung nicht ausreichend.
Ab 1949 wurde daher unter der Aktion Arbeitskraft begonnen, Tausende Menschen für die Enttrümmerung – Frauen, wie Männer – einzusetzen. Mit den heutigen Begriffen wäre dies als Arbeitsbeschaffungsmaßnahme einzuordnen. Beschränkt war die Zahl durch die Lade- und Transportkapazitäten und die freigegebenen Flächen zur Enttrümmerung. Hinzu kamen freiwillige Einsätze der Bevölkerung an den Wochenenden. Für 1950 werden daher 3500 bereits eingesetzte und benötigte 3500 zusätzliche Arbeitskräfte angegeben, wobei unter ihnen die Frauen prozentual gesehen ein leichtes Übergewicht hatten. Ab 1952 wurde die freiwillige Enttrümmerung im Rahmen des Nationalen Aufbauwerkes (NAW) erbracht.
Frauen waren allerdings im Stadtbild präsenter, da ihnen als „Bauhilfsarbeiterinnen“ (= „Trümmerfrauen“, analog die Bauhilfsarbeiter als „Trümmermänner“) vor allem Bergungs- und (Ziegel-)Putzarbeiten zugeteilt waren. Letztere fanden vor allem im öffentlichen Straßenraum statt. Hauptmotiv der Beschäftigung für die Frauen war weniger die Vergütung, die einige Jahre bei 0,96 – 1,10 DM pro Stunde lag, vielmehr ihre Einordnung als „Schwerarbeiter“ (Kategorie II) oder in wenigen Fällen sogar „Schwerstarbeiter“ (Kategorie I der Lebensmittelkarten), die vielen alleinerziehenden Frauen half, die Familie zu ernähren.
Auch wenn der Stadtplaner Matthias Lerm in einer Untersuchung feststellte, dass die Behauptung, Frauen hätten die Hauptleistung der Enttrümmerung Dresdens erbracht, ins Reich der Legende gehöre, so kann deren Beitrag aber auch nicht unterschätzt werden. Erst Mitte 1958 wurde die Enttrümmerung als abgeschlossen erklärt (die letzte Kriegsruine, das Kurländer Palais, wurde trotzdem erst 2006–2008 wieder aufgebaut). Insofern war Dresden die letzte deutsche Großstadt, für die ein solcher offizieller „Abschluss der Enttrümmerung“ erklärt wurde. Frauen waren demzufolge durch ihre vorrangig öffentliche Sichtbarkeit im Straßenraum außergewöhnlich lange als „Trümmerfrauen“ in der Dresdner Öffentlichkeit präsent.
Der Bildhauer Walter Reinhold schuf bereits 1952 aus Eisenguss ein Denkmal für die Trümmerfrauen, für das Erika Hohlfeld Modell stand. Das Denkmal wurde auf einem Sockel aus Trümmerziegelmauerwerk in einer Grünanlage vor dem Neuen Rathaus auf dem Rathausplatz aufgestellt. 1967 musste das Original durch einen Bronze-Abguss ersetzt werden, nach 1991 wurde es restauriert.

#### Frankfurt am Main
In Frankfurt am Main waren etwa 25 Prozent der Wohngebäude total zerstört und weitere 23.000 Gebäude waren nicht bewohnbar. Insgesamt waren etwa 70 Prozent der Gebäude, darunter fast die gesamte Alt- und Innenstadt zerstört. Eine Arbeitsgemeinschaft Frankfurter Bürgervereine unter maßgebender Leitung des Bürgervereins Oberrad regte 2005 die Herstellung und Aufstellung eines Trümmerfrauen-Denkmals an, das in der Fahrgasse seinen Platz erhalten sollte. Der Vorschlag lag dem Magistrat der Stadt vor, wobei es weder konkrete Vorstellungen über das Aussehen des Denkmals noch Klarheiten über die Finanzierung gab. Die Frage nach dem Fortgang dieser Idee von 2008 wurde vom Stadtrat Felix Semmelroth (CDU) wie folgt beantwortet: Eine Trümmerfrau mit Kopftuch und Spitzhacke sei unzeitgemäß, zumal Frauen und Männer teilweise auch aus dem regimetreuen Lager in der Kriegs- und Nachkriegszeit zum Einsatz kamen.

#### Frankfurt (Oder)

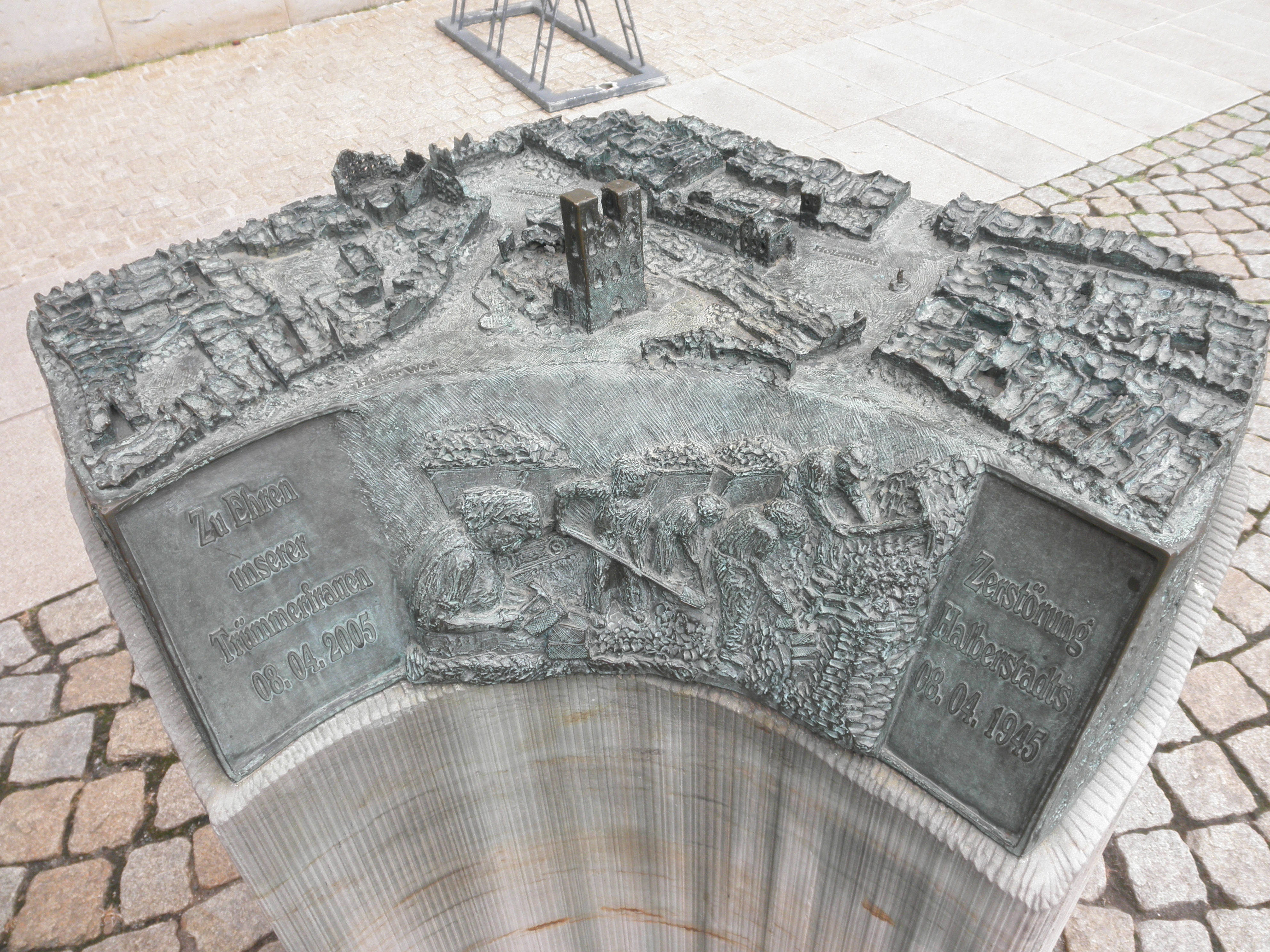
Denkmal für die Trümmerfrauen von Halberstadt „Zu Ehren unserer Trümmerfrauen 08.04.2005“

Durch den Krieg war die Innenstadt von Frankfurt (Oder) zu 93 Prozent zerstört. Am Lichtspieltheater der Jugend steht eine am 1. Mai 1955 eingeweihte lebensgroße Skulptur einer Trümmerfrau des Bildhauers Edmund Neutert.

#### Halberstadt
2003 lud Oberbürgermeister Hans-Georg Busch alle Frauen aus Halberstadt, die nach 1945 Aufbauarbeit geleistet hatten, zu einer Dankesveranstaltung ins Rathaus ein. Schließlich wurde – auf Betreiben und durch umfangreiche wirtschaftliche Unterstützung der Rolandsinitiative – die Errichtung eines Denkmals für die Trümmerfrauen beschlossen. Der Künstler Egbert Broerken aus Welver schuf einen Gedenkstein, der eine zerbombte Ansicht Halberstadts zeigt und anlässlich des 60. Jahrestages der Zerstörung im Zweiten Weltkrieg – im April 2005 – vor der Westfassade des Rathauses auf dem Holzmarkt feierlich eingeweiht wurde.

#### Hamburg
Von den knapp 564.000 Wohnungen in Hamburg vor dem Kriegsbeginn blieben nur rund 20 Prozent unbeschädigt. Ein Buch von Ilse Graßmann, Ausgebombt – Bernhard Thalacker Verlag, 1993, informiert über die Überlebenden nach dem Krieg und wie die Trümmer beseitigt wurden.

#### Hamm
Die Spuren der Zerstörungen in Hamm waren noch in den 1950er Jahren im Stadtbild zu erkennen. Ein Denkmal für die Hammer Trümmerfrauen steht seit einigen Jahren in der Gabelung von Widumstraße und Marker Allee vor dem alten Hochbunker.

#### Hannover
Ein Frauen-Forum veranstaltete ein Fest der 2000 Frauen, bei dem namentlich auch die Trümmerfrau Emma Fouguet (1910–1992) aus Hannover ehrend erwähnt wurde.

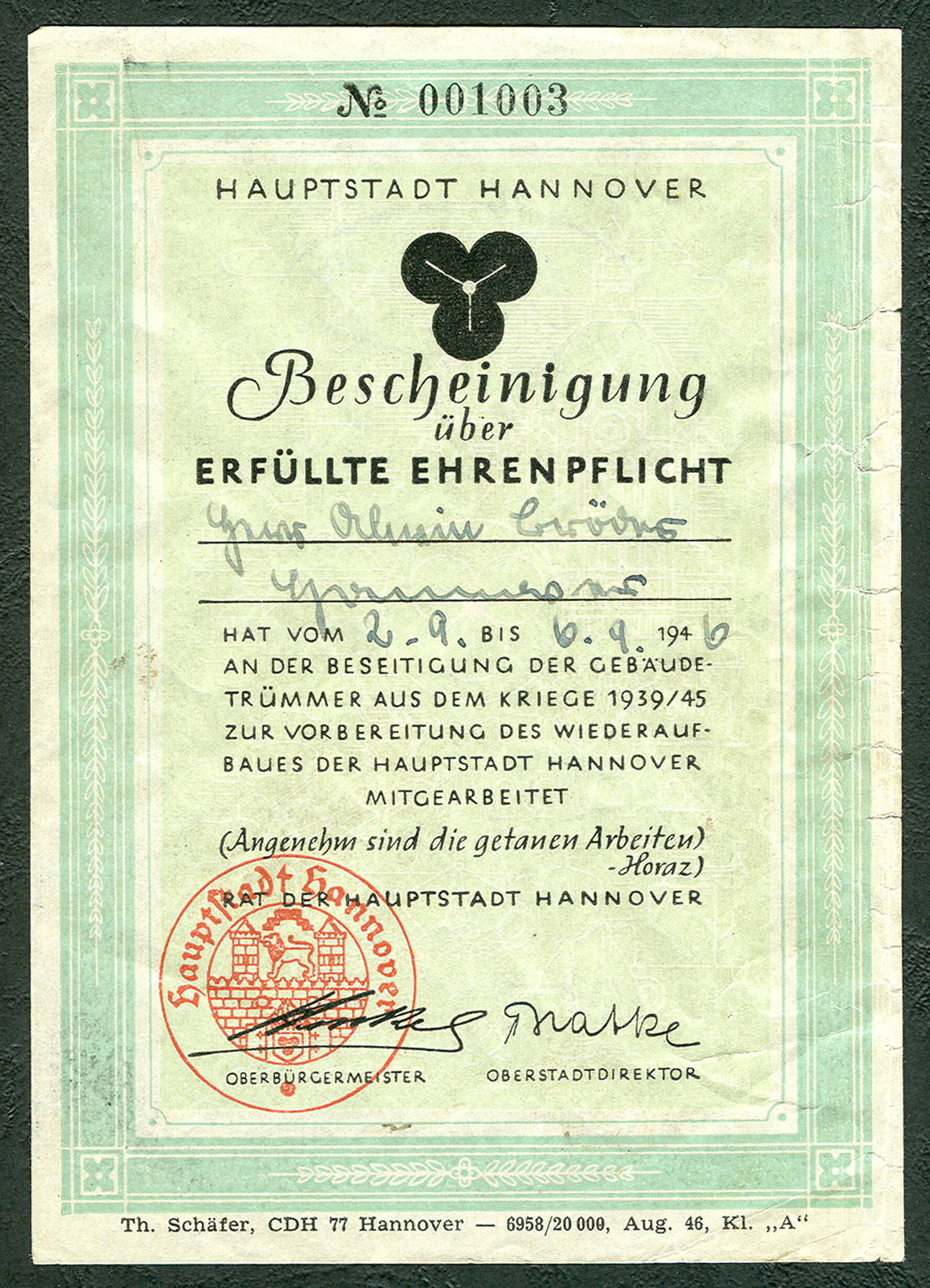
Bescheinigung über erfüllte Ehrenpflicht von 1946 mit den Unterschriften von Franz Henkel und Gustav Bratke, darüber ein Zitat des römischen Dichters Horaz

#### Heilbronn
Die Künstlerin Sabina Grzimek fertigte für die Stadtverwaltung Heilbronn ein Trümmerfrauen-Denkmal, das 2003 aufgestellt wurde.

#### Jülich
Am 14. Mai 2005 sendete der WDR eine Dokumentation über die Trümmerfrauen in Jülich. Nachdem die Stadtverwaltung Frauen ab 18 Jahre zum „Entschutten“ aufgerufen hatte, teilte man diese Räumungstrupps zu. Die Trümmerfrauen erhielten einen Nachweis über die Arbeiten und mit diesem ein Anrecht auf den Bezug von Lebensmittelkarten.

#### Kassel
Anlässlich des Jubiläums 60 Jahre Bundesland Hessen rief das Hessische Kultusministerium Schülerinnen und Schüler zu einem Film- und Internet-Wettbewerb „Tränen, Trümmer, Tatendrang“ auf.

#### Köln
Ein Viertel der Kölner Kriegstrümmer wurde hier von Trümmerfrauen (und -männern) weggeräumt. Weil die Arbeit nicht immer freiwillig war, gibt es seit 2004 Probleme in der Stadtverwaltung, eine Zustimmung zum Bau eines Denkmals auf dem Trümmerberg des Hiroshima-Nagasaki-Parks am Aachener Weiher zu erlangen.
Mit Musik wurden die Frauen bereits 1994 geehrt: Die Gruppe Paveier trat mit dem Titel Trümmerfrau, komponiert von Ernst Stoklosa, auf.

#### Koblenz

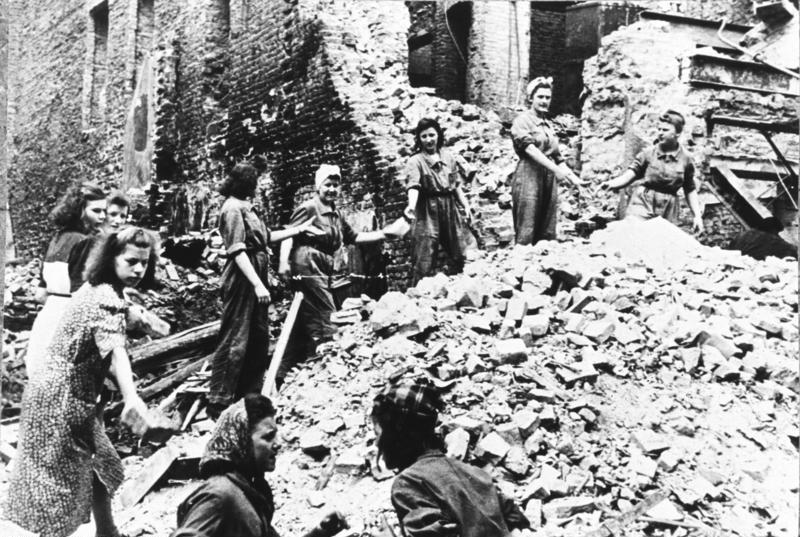
Trümmerfrauen in Koblenz

Der Innenstadtbereich von Koblenz war am Ende des Krieges zu mehr als 90 Prozent zerstört, die weiteren Wohngebiete zu rund 60 Prozent. Auch hier mussten Frauen die Kriegstrümmer beseitigen helfen.

#### Leipzig

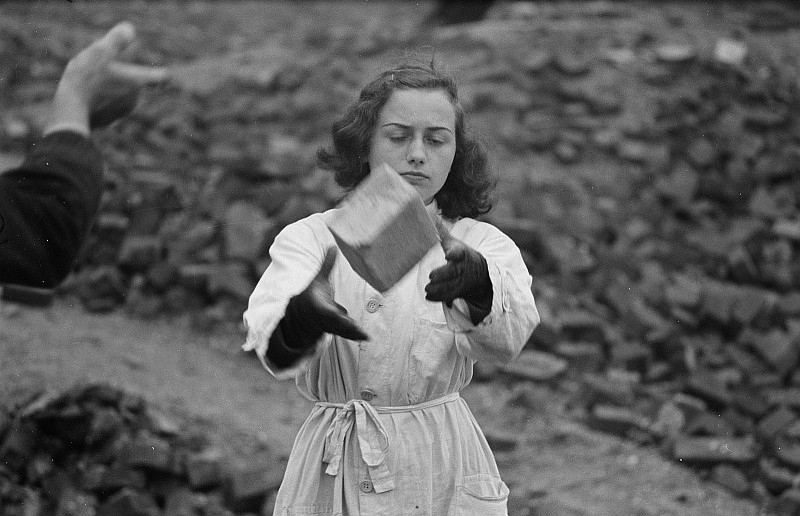
Trümmerfrau in Leipzig, 1949

In einem umfangreichen Buch ist die Arbeit der Leipziger Trümmerfrauen, vor allem in den Jahren 1945 bis 1949, ausführlich dargestellt. Eine 1961 herausgegebene Gedenkplakette aus Meißner Porzellan mit dem Motiv Bauarbeiter, Trümmerfrau und Architekt vor Leipziger Opernhaus würdigt den zehnten Jahrestag des Nationalen Aufbauwerks (NAW).

#### Ludwigshafen am Rhein
Die Ludwigshafener Oberbürgermeisterin Eva Lohse ehrte am 5. Dezember 2002 eine Reihe verdienstvoller Persönlichkeiten der Stadt mit der Aushändigung der Bürgerschaftsmedaille. Darunter war auch die 87-jährige Trümmerfrau Ida Frey.

#### Magdeburg
Im Jahr 1983 gedachte die Stadtverwaltung Magdeburg der Trümmerfrauen: Der Magdeburger Bildhauer Heinrich Apel hatte zwei kleine Bronzeplastiken hergestellt: Mutter mit Kind und Trümmerfrau. Diese Figuren wurden vor dem Portal der Pfarr- und Ratskirche St. Johannis aufgestellt.
Im Jahr 1992 begannen Teilnehmer eines Geschichtsprojekts des Amtes für Gleichstellungsfragen mit Recherchen zum Leben der ehemaligen Trümmerfrauen in Magdeburg. Über 72 Interviews mit Zeitzeuginnen entstanden bis 1994, einige Texte sind in der Broschüre Es war schon manchmal schwer …- Magdeburger Trümmerfrauen berichten aus ihrem Leben veröffentlicht worden. Seither organisiert das Amt für Gleichstellungsfragen einmal jährlich eine Feier für ehemalige Trümmerfrauen im Alten Rathaus.

#### Mannheim

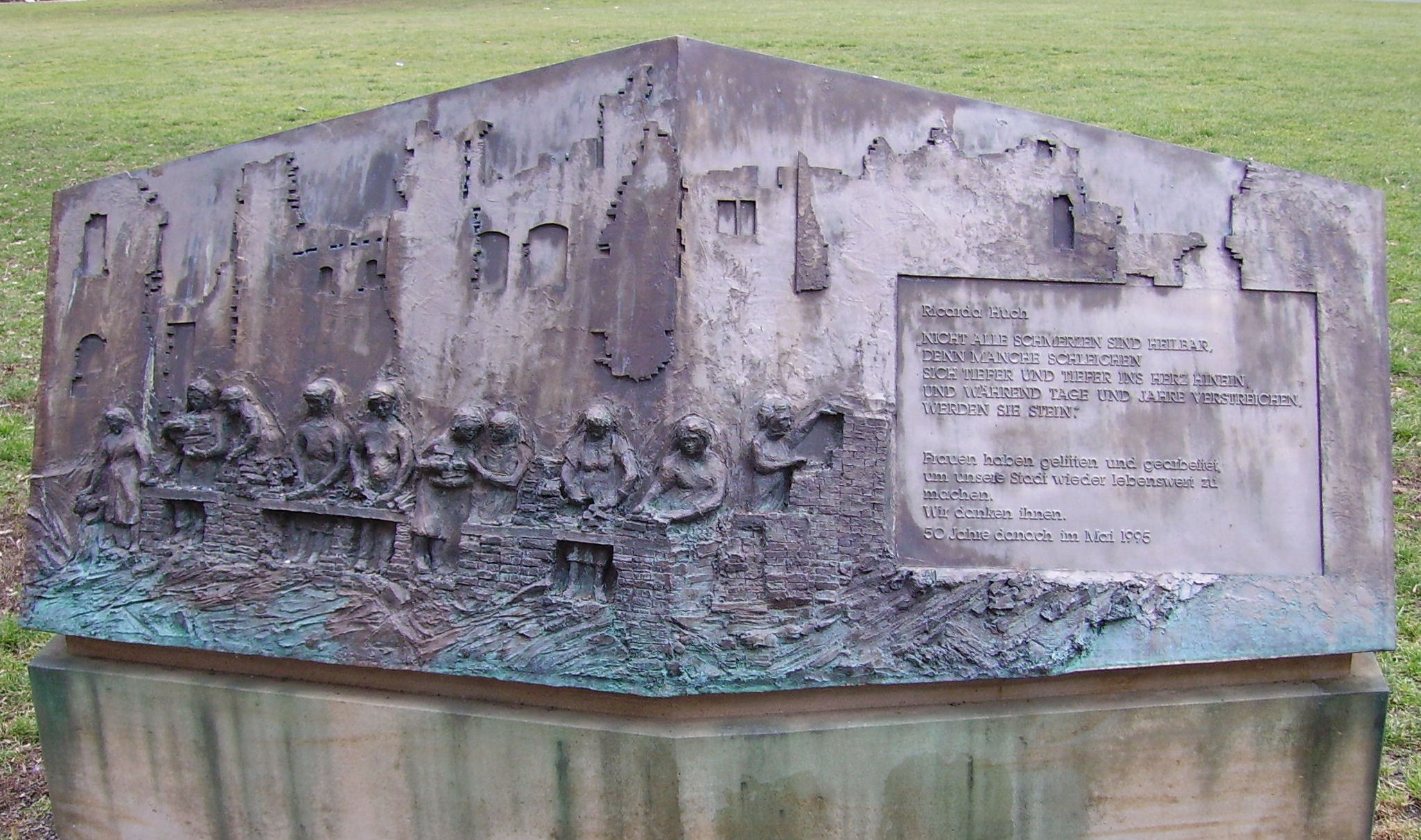
Trümmerfrauen-Gedenkstein in Mannheim

Hier ist es der privaten Initiative der Künstlerinnen Maritta Kaltenborn und Waltraud Suckow sowie zahlreichen Spendern zu verdanken, dass 1995 am Mannheimer Schillerplatz ein Gedenkstein für die Trümmerfrauen aufgestellt werden konnte.

#### München
Das Buch Wie wir das alles geschafft haben. Alleinstehende Frauen berichten über ihr Leben nach 1945 von Sibylle Meyer und Eva Schulze zeigt Einzelschicksale aus dieser Stadt. In der Bayerischen Landeszentrale für politische Bildungsarbeit wird seit einigen Jahren das Heft mit dem Titel Trümmerfrauen in München angeboten. In einem Artikel in der Online-Ausgabe der Zeitschrift Stern wird unter anderem die damals 80-jährige, in Altersarmut lebende Trümmerfrau Johanna Amberger vorgestellt.
Als zu Beginn des 21. Jahrhunderts (2003, 2007) in der städtischen Verwaltung über die Aufstellung eines Denkmals für die Trümmerfrauen beraten wurde, hat die Mehrheit dies abgelehnt. Unter Berufung auf Archivmaterialien gab es dazu folgende Begründung: „Die im Antrag genannten Trümmerfrauen gab es in München nicht. Herangezogen wurden in der Regel arbeitsfähige Männer. Dabei ist besonders zu beachten, dass man die Trümmerbeseitigung direkt nach dem Krieg vor allem ehemaligen Nationalsozialisten als Sühneleistung auferlegt hat.“ Anlässlich eines späteren Antrags bezifferte man die Zahl der für die Trümmerbeseitigung – unter Androhung des Entzugs der Lebensmittelmarken – herangezogenen Nationalsozialisten auf 1330 Männer und 102 Frauen. Diese Verfahrensweise war sehr wohl auch in anderen Städten üblich, wie beispielsweise aus Zeitzeugenberichten in Berlin hervorgeht. Ergänzend wurden ab 1948 professionelle Beseitigungsunternehmen eingesetzt, die effektiv große Mengen Schutt beseitigten.
Im Mai 2013 errichtete der Verein Dank und Gedenken der Aufbaugeneration, insbesondere der Trümmerfrauen einen aus grob behauenem Granit gefertigten Gedenkstein auf einem vom Freistaat Bayern zur Verfügung gestellten Gelände an der Alfons-Goppel-Straße bzw. am Marstallplatz. Er trägt die Inschrift: „Den Trümmerfrauen der Aufbaugeneration Dank und Anerkennung. München nach 1945. Im Wissen um die Verantwortung“. Im Dezember 2013 verhüllten die grünen Landtagsabgeordneten Katharina Schulze und Sepp Dürr vor laufender Kamera das Denkmal mit einem braunen Sack, der die Losung trug: „Den Richtigen ein Denkmal. Nicht den Alt-Nazis“. Doch die symbolische Verhüllung war nur eine kurzfristige Aktion. Der Münchner CSU-Chef und Minister Ludwig Spaenle verurteilte die Aktion: „Geschmacklos und plump“; der Textzusatz „Im Wissen um die Verantwortung“, sei „ausdrücklich“ auf seinen Wunsch ergänzt worden. Bei der Einweihung habe er außerdem ausdrücklich die deutsche Schuld an der Shoah benannt. Nach wie vor fordern die Grünen in der Stadt die Beseitigung des Denkmals.

#### Münster
Im Regierungsbezirk Münster war mehr als ein Fünftel aller Wohnungen durch die Kriegsereignisse zerstört. Professor Kirchhof aus der Diözese Münster zitiert den Fall einer Trümmerfrau, die als Alleinstehende sieben Kinder erzogen hatte und mit 273 Mark eine viel zu geringe Rente erhielt, sodass noch Sozialhilfe gezahlt werden musste, für die die Kinder herangezogen wurden.

#### Nürnberg
In Nürnberg wurden durch die Luftangriffe und anschließenden Verteidigungskämpfe im Zweiten Weltkrieg 90 Prozent aller Wohngebäude zerstört, in der historischen Altstadt sogar 95 Prozent. Ähnlich wie in anderen Städten wurden die ersten Aufräumarbeiten häufig von Strafarbeitern erledigt, während nach der Befreiung Kriegsgefangene deutscher Herkunft einen Großteil der Trümmerbeseitigung verrichteten. Explizit Trümmerfrauen kamen lediglich im Rahmen eines allgemein verpflichtenden Bürgerdienstes von etwa zwei mal acht Stunden pro Tag zum Einsatz. Zumeist bestand die Arbeit aus dem Beladen der Wagen der Trümmerbahn, die extra zum Abtransport des Schutts eingerichtet wurde.

#### Potsdam

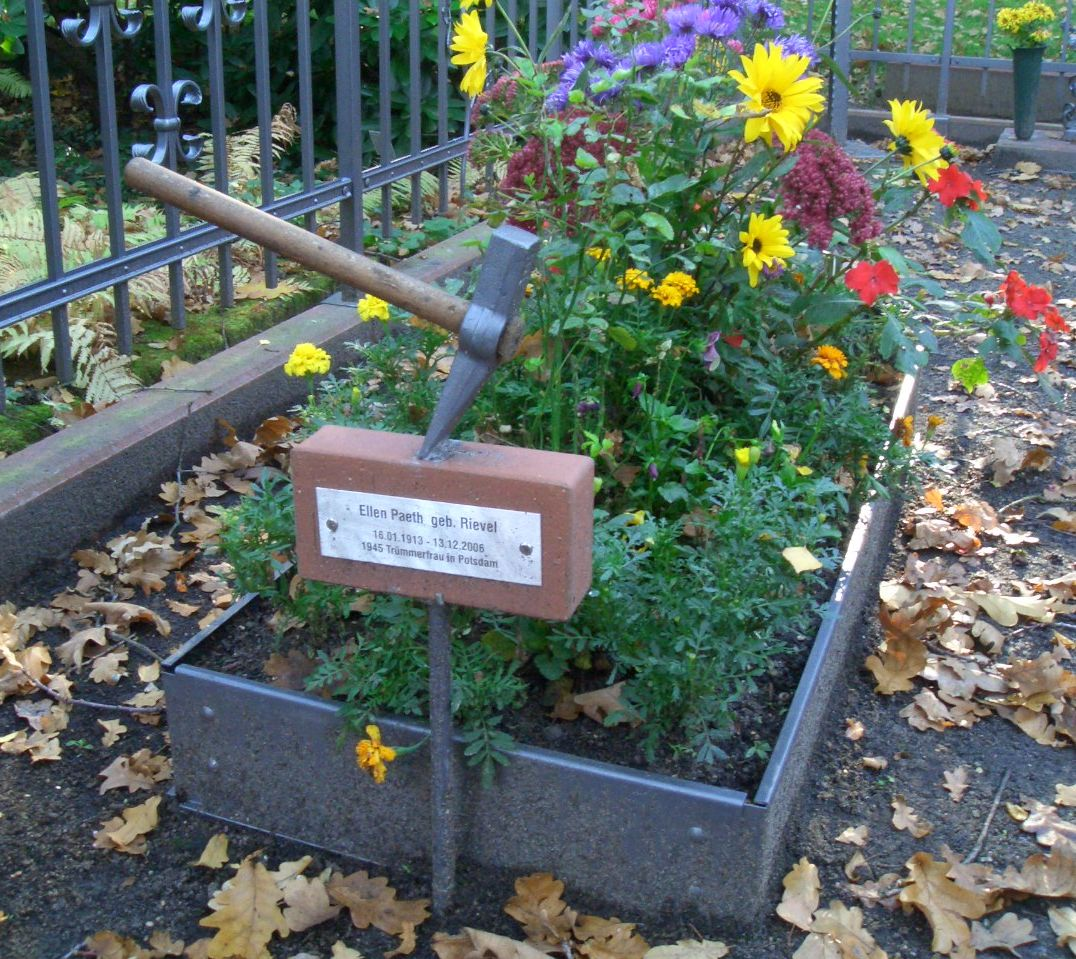
Ehrengrab von Ellen Paeth in Potsdam

Das historische Stadtzentrum von Potsdam war am Ende des Krieges ein einziges großes Trümmerfeld. Man begann wie in anderen Städten auch mit der Beseitigung der gröbsten Schäden, sehr viele Trümmer wurden in den Stadtkanal entsorgt und führten zu dessen Verschwinden. Zur Arbeit herangezogen wurden die in der Stadt verbliebenen Frauen und Männer. Zu Beginn des 21. Jahrhunderts beriet die Stadtverwaltung darüber, die Trümmerfrauen entweder mit einer Gedenktafel, einer Gedenkstele oder einem Denkmal zu würdigen, wofür sogar an einen Künstlerwettbewerb gedacht war, für den rund 10.000 Euro bereitzustellen wären. So kam es dazu, dass Einwohner den Hinweis gaben, die Ende der 1950er Jahre im Wohngebiet Burgstraße aufgestellte Skulptur der Aufbauhelferin, einer Bronzefigur des Berliner Bildhauers Eberhard Bachmann, als Denkmal für die Potsdamer Trümmerfrauen der Nachkriegszeit zu verwenden. (Ein Zweitguss steht im Park am Weißen See in Berlin.) Im Jahr 2011 wurde beschlossen, zu prüfen, ob diese Figur ins engere Umfeld des Alten Marktes, etwa zum einstigen Blücherplatz hinter dem Alten Rathaus, oder in die Humboldtstraße zwischen Palasthotel und Stadtschloss umgesetzt werden kann. Als Abschlusstermin für diese Aktion war der 14. April 2012 geplant, der 67. Jahrestag der Zerstörung Potsdams. Bis zum Sommer 2012 wurde der Plan nicht realisiert. Das veranlasste die Potsdamer Stadtverordnete Karin Schröter (Die Linke) zu einer offiziellen Anfrage an den Oberbürgermeister: „Welche Vorschläge hat die Stadtverwaltung zum weiteren Umgang mit dem Gedenken an die Trümmerfrauen aus den Ergebnissen der Prüfung abgeleitet?“
Stattdessen befürwortet der Kulturausschuss der Stadt die Aufstellung einer Stele im Innenstadtbereich, die das Wirken der Trümmerfrauen öffentlich würdigen soll. Doch auch von dieser Idee sind keine weiteren Aktivitäten bekannt geworden (Stand: Mai 2016).
Auf dem Potsdamer Stadtfriedhof erinnert ein Ehrengrab an die in der Stadt tätig gewesene Trümmerfrau Ellen Paeth (siehe Bild).

#### Prüm
Die Stadt Prüm war im Zweiten Weltkrieg durch Luftangriffe, Artilleriebeschuss und schließlich die 1949 erfolgte Explosion eines unterirdischen Munitionslagers fast völlig zerstört worden. Die Errichtung eines Frauendenkmals am Duppborn in einem Ensemble mit Brunnen wurde 2006 von der Gemeinde beschlossen, das auch an die Arbeit der Trümmerfrauen erinnern sollte. Der ausgeführte Brunnen zeigt allerdings die Skulptur einer Frau, die als Landarbeiterin/Marktfrau dargestellt ist.

#### Stralsund
In dem Bericht der Staatenlosen Cornelia Riedel aus Russland wird dargestellt, dass sie 1945/1946 als Trümmerfrau in Stralsund gearbeitet hatte.

#### Strasburg (Uckermark)

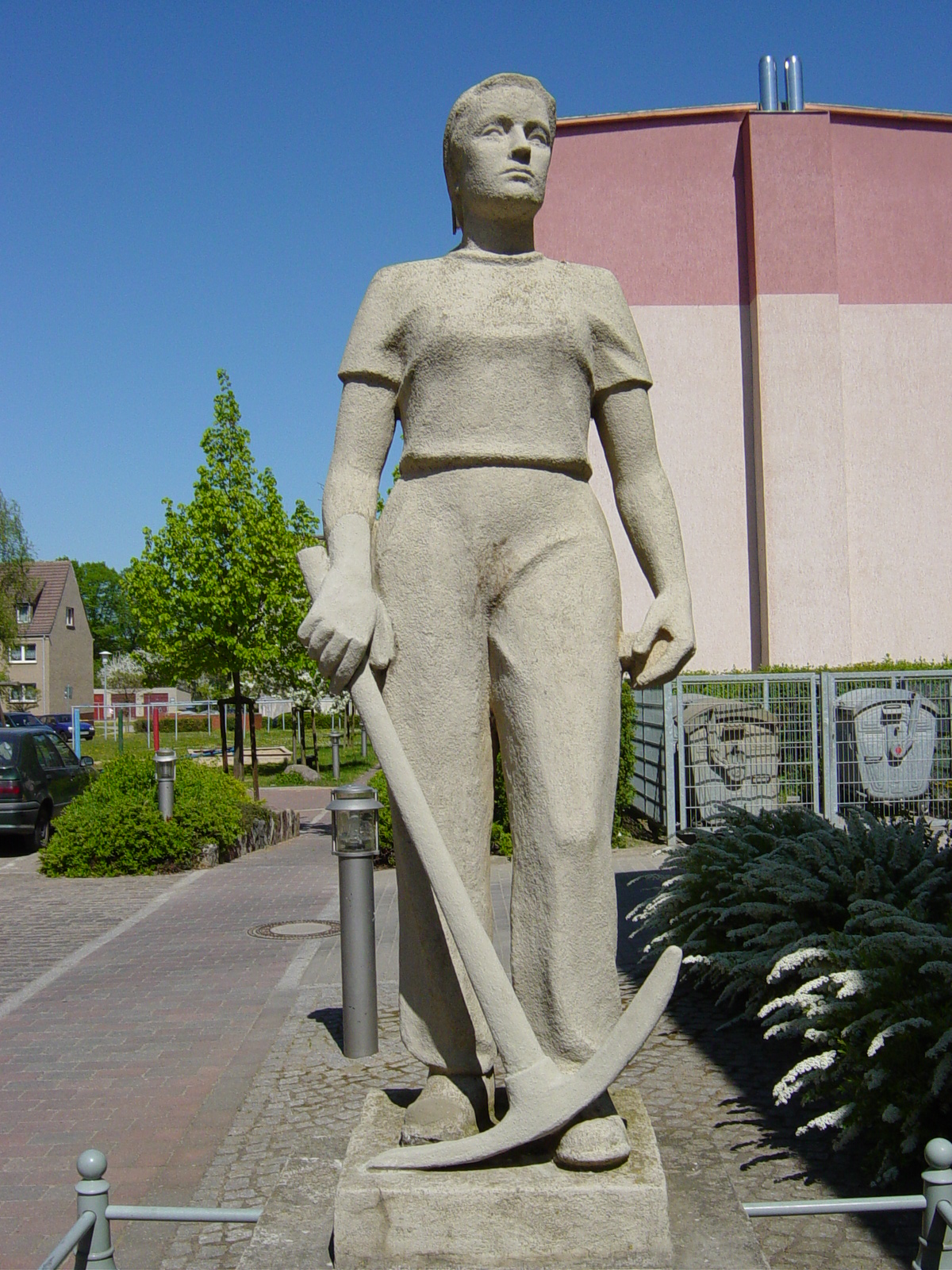
Trümmerfrauen-Denkmal in Strasburg

1959 enthüllten die Strasburger Stadtväter ein von dem Bildhauer Herbert Köhnke geschaffenes Standbild für die zahlreichen und namenlosen Trümmerfrauen in diesem kleinen Ort.

#### Weimar
Im Frühjahr 1989 fand im historischen ACC-Haus in Weimar eine Ausstellung des Künstlers Hans Lück statt, die das Sujet „Trümmerfrauen“ präsentierte.

#### Wiesbaden
Ein 2004 gestellter Antrag für ein Trümmerfrauen-Denkmal wurde von der Stadtverwaltung Wiesbaden abgelehnt, da er eine Kopplung mit der Kennzeichnung authentischer Orte von Bombenangriffen vorsah.
Unter dem Motto Hessen – Eine starke Geschichte; 60 Begegnungen mit unserem Land seit 1945 lief 2005 im Wiesbadener Museum eine Ausstellung mit Bildern, Filmen und Tondokumenten, die auch gebührend die Arbeit der Trümmerfrauen darstellte.

#### Würzburg

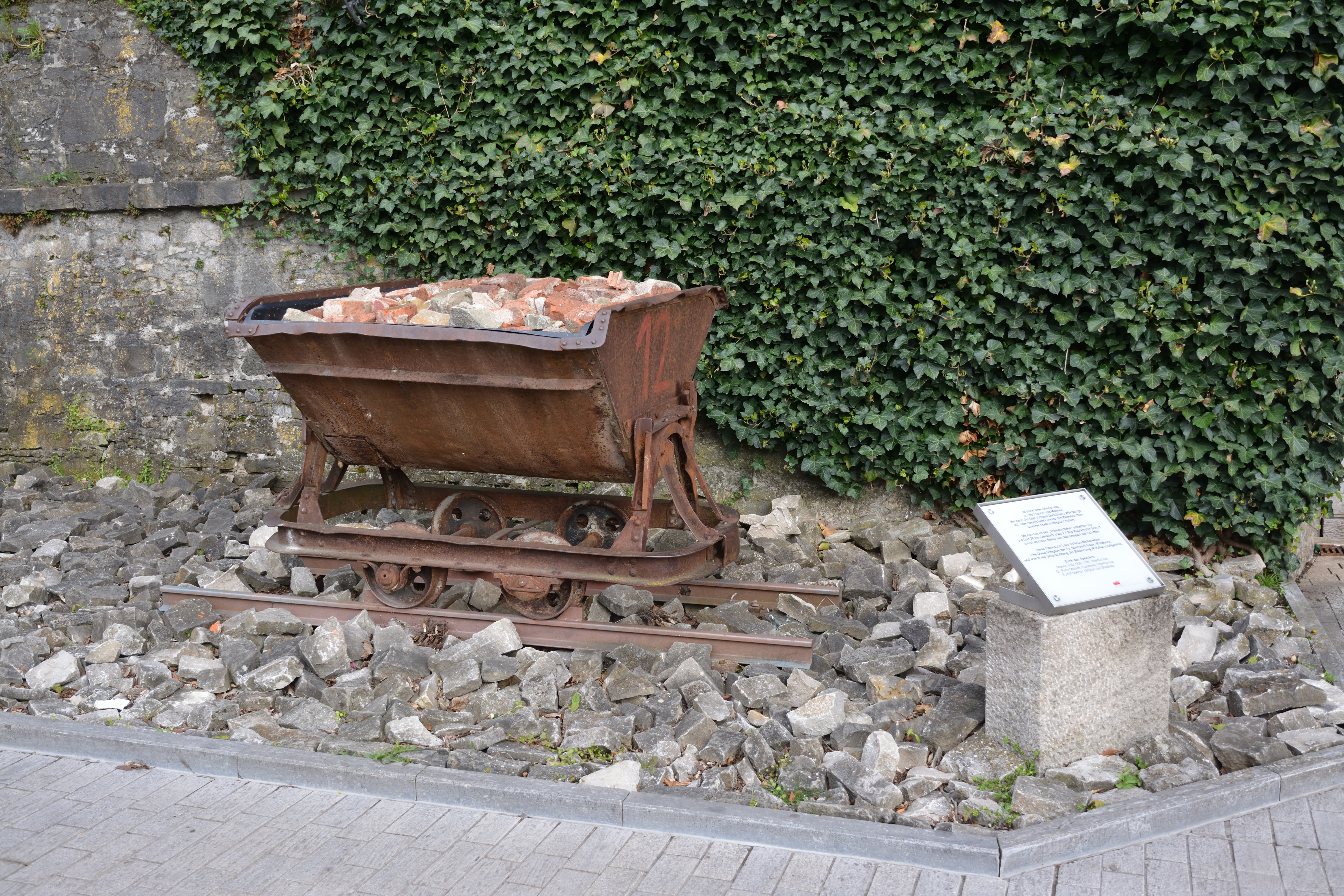
Die Lore in Würzburg (2017)

Durch einen Bombenangriff auf die Stadt am 16. März 1945 sind rund 89 Prozent des innerstädtischen Wohnraumes, fast alle öffentlichen Gebäude, die meisten der Kulturdenkmäler und 35 Kirchen zerstört worden. Nach Kriegsende haben die Frauen geschaufelt, gekarrt und gehämmert, erst aus freien Stücken, ab 18. Dezember 1945 im befohlenen Allgemeinen Arbeitsdienst, ab 8. März 1946 im „Ehrendienst“; auch eine Trümmerbahn mit 30 km Gleisnetz kam zum Einsatz. Insgesamt wurden mit Loren etwa 2,7 Millionen Kubikmeter Schutt zum Mainufer am Alten Kranen transportiert und dort auf Mainkähnen fortgeschafft. Haus für Haus, Straße für Straße wurden so schließlich wieder aufgebaut.
Eine Gedenktafel aus Buntsandstein an der Hochwasserschutzmauer zwischen „Altem Kranen“ und Kranenkai erinnert an die Trümmerfrauen und Trümmermänner, die den Wiederaufbau Würzburgs erst wieder möglich machten. Eine Lore mit Keuper-Steinen stand zur Mahnung an der Mauer des Alten Kranens. Es handelte sich jedoch nicht um einen Originalwagen der Trümmerbahn, sondern um eine ehemalige Bergbaulore aus Thüringen.
Der Radiosender Bayern 2 strahlte 2009 im Rahmen der Bayerischen Landesausstellung Wiederaufbau und Wirtschaftswunder in Würzburg eine Dokumentation Der Mythos der Trümmerfrauen aus.
Ende 2011 wurde in der Main-Post berichtet, dass die jetzige Lore gegen eine authentisch bei der Trümmerabfuhr eingesetzte ausgetauscht wird. Die Initiative stammte vom ehemaligen CSU-Stadtrat Rudolf Metzler. Nach intensiver Suche fand man in Winterhausen im Steinwerk Haas eine Original-Lore. Diese wurde restauriert und sollte spätestens zum 16. März 2012 an die Stelle der alten Lore am Alten Kranen treten.

#### Zerbst
Die Stadt Zerbst, die zuerst von den Amerikanern erobert worden war, hatte ein stark zerstörtes Zentrum; später werden die Dokumente rund 372.000 m³ Kriegsschutt angeben. Zuerst mit Bulldozern und dann – unter der sowjetischen Besatzungsmacht – mit einer Trümmerbahn und dem Einsatz der Trümmerfrauen ließen die Stadtoberen dem Schutt zu Leibe rücken.

## In Österreich

### Allgemeines
2005 beschloss die österreichische Bundesregierung die Zahlung einer Einmalprämie in Höhe von 300 Euro an jede noch lebende vor 1931 geborene Trümmerfrau, wenn sie bis 1951 mindestens ein Kind geboren hatte und als bedürftig galt. 2007 wurde 44.000 Österreicherinnen dieser Betrag ausbezahlt.
Nach neuerer Forschung wurde in Österreich ab den 1960ern das in der DDR konstruierte verklärende Bild der „Trümmerfrauen“ übernommen. Während die „Trümmerfrauen“ in den in der unmittelbaren Nachkriegszeit in Österreich veröffentlichten Pressefotos noch nicht vorkommen, wurden sie schließlich auch hier in das Bildrepertoire integriert, um als Symbol für Neuanfang sowie als Identitätsstifter zu wirken.

### Wien

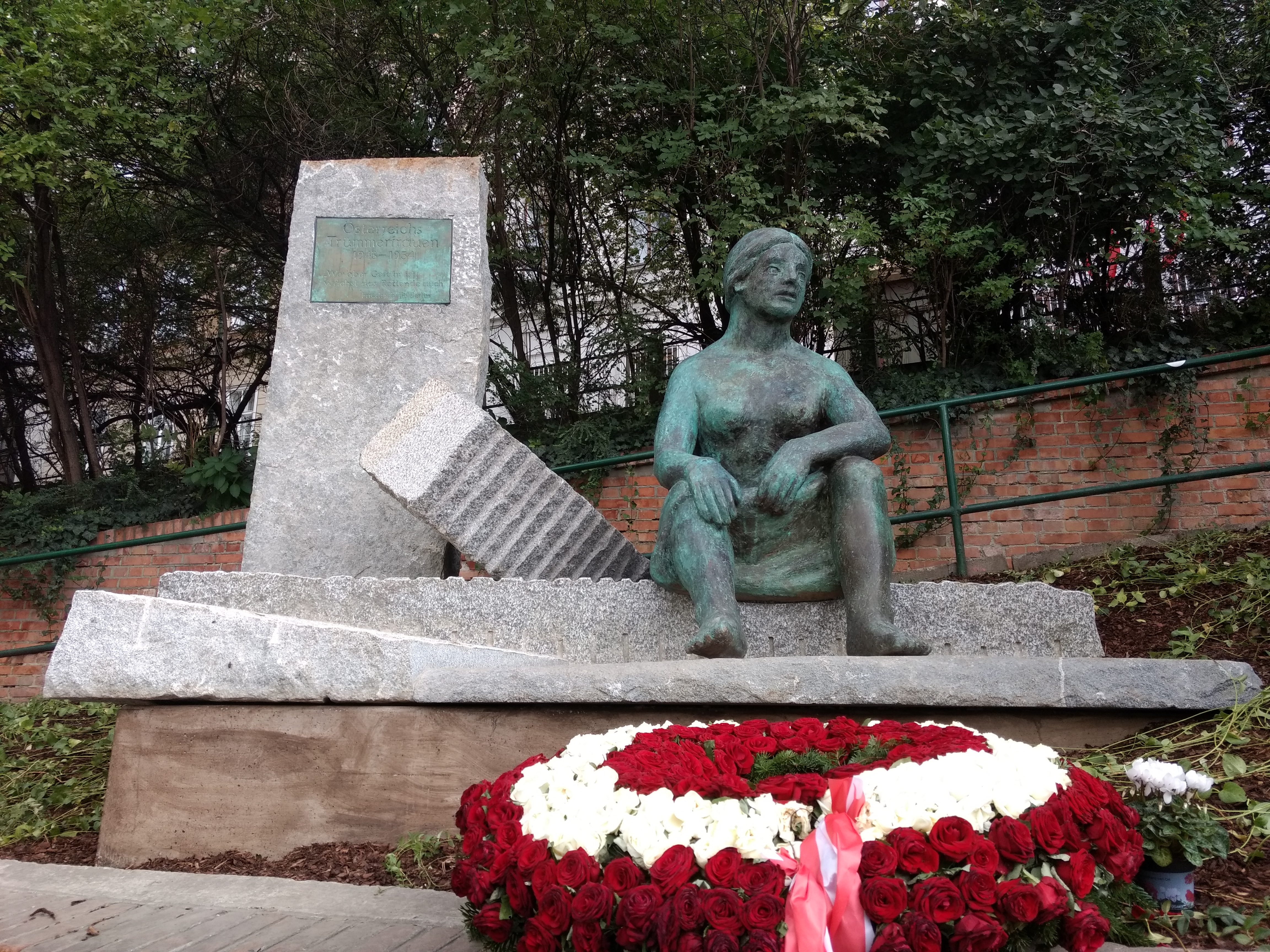
Denkmal in der Inneren Stadt Wien

In Wien wurde ein Großteil des Schutts auf den Straßen der Innenstadt (etwa 20 Prozent des gesamten Gebäudebestandes war zerstört) professionell von Männern mit Maschinen beseitigt, während Frauen aufgrund der durch den Krieg bedingten Abwesenheit der Männer dazu gezwungen waren, den Alltag alleine zu bewältigen. Für die stigmatisierte Schwerstarbeit der Trümmerbeseitigung wurden vor allem gerichtlich verurteilte ehemalige Nationalsozialistinnen eingesetzt.
Im Historischen Museum der Stadt Wien sind Fotoarbeiten zu sehen, die Trümmerfrauen im Alltag der Jahre 1945/1946 beim Einsatz in der zerstörten Innenstadt zeigen. In den Erläuterungen heißt es: Sie „schupften … händisch … Ziegel“. In einem Buch von 1994 werden Geschichten über Trümmerfrauen veröffentlicht.
Im Jahr 2006 setzte die Klang-, Licht- und Medieninstallation Woman of the Ruins den Erinnerungen der „Trümmerfrau“ Dora ein Denkmal. Es wurde von den Wiener Künstlerinnen Mia Zabelka und Zahra Mani sowie dem serbischen Radiomacher Arsenije Jovanović gestaltet. Das Künstlerinnenduo betrachtet Trümmerfrauen als Pionierinnen des Feminismus.
Im September 2018 wurde ein vom Bildhauer Magnus Angermeier geschaffenes Denkmal für Trümmerfrauen auf einem Privatgrund auf der Mölker Bastei im 1. Bezirk enthüllt (siehe Bild). Das Denkmal wurde gegen den Willen der Wiener Stadtregierung, die dieses aus historischen Gründen ablehnt, errichtet.

### Graz
Mit Verweis auf die mit Unterstützung der türkis-blauen Bundesregierung ermöglichte Errichtung eines privaten Denkmals für „Trümmerfrauen“ in Wien forderte die FPÖ 2018 auch für Graz die Errichtung eines solchen Denkmals. Eine lokale wissenschaftlich-historische Bewertung zu diesem umstrittenen Thema ist jedoch offen. Die Landesregierung erteilte diesen Plänen eine Absage, weil dadurch „Österreichs NS-Opfer-These wiederbeleben“ würde.

## In anderen Ländern
In allen durch die Kämpfe des Zweiten Weltkriegs zerstörten Ländern und Großstädten mussten die Zentren wieder bewohnbar gemacht werden. Hier war die Situation der vorhandenen Arbeitskräfte kaum anders als in Deutschland oder Österreich. Sofern die Männer durch Teilnahme am Krieg, durch Zwangsarbeit oder durch Inhaftierung in der Minderzahl waren, kamen also auch mehr Frauen als Männer zum Einsatz. Allerdings ist nicht überliefert, ob in diesem Zusammenhang auch von Trümmerfrauen gesprochen wurde.